# Comuna Katerînivka, Kremeneț
Katerînivka (în ucraineană Катеринівка) este o comună în raionul Kremeneț, regiunea Ternopil, Ucraina, formată din satele Ivankivți, Katerînivka (reședința) și Rîbcea.

## Demografie
Componența lingvistică a comunei Katerînivka
     Ucraineană (99,54%)
     Alte limbi (0,46%)
Conform recensământului din 2001, majoritatea populației comunei Katerînivka era vorbitoare de ucraineană (99,54%), existând în minoritate și vorbitori de alte limbi.